# 삼성 옴니아 프로 B7610
삼성 옴니아 프로 B7610(Samsung Omnia Pro B7610, Samsung B7610)은 삼성전자가 2009년 9월에 출시한 스마트폰이다.